# Americans d'Akron
Les Americans d'Akron sont une franchise de hockey sur glace ayant évolué dans la Ligue internationale de hockey.

## Historique
L'équipe a été créée en 1948 à Akron en Ohio et évolua dans la LIH qu'une seule saison avant de cesser ses activités, ne remportant que quatre de ces 32 rencontres.

### Saisons en LIH
Note: PJ : parties jouées, V : victoires, D : défaites, N : matchs nuls, DP : défaite en prolongation, DF : défaite en fusillade, Pts : Points, BP : buts pour, BC : buts contre, Pun : minutes de pénalité
| Saison    | PJ | V | D  | N | Pts | Classement             | Séries éliminatoires | Entraîneur |
| --------- | -- | - | -- | - | --- | ---------------------- | -------------------- | ---------- |
| 1948-1949 | 32 | 4 | 25 | 3 | 11  | 5e place, division Sud | Hors des séries      | n/d        |